# Sceptonia nigra
Sceptonia nigra är en tvåvingeart som först beskrevs av Johann Wilhelm Meigen 1804.  Sceptonia nigra ingår i släktet Sceptonia, och familjen svampmyggor. Arten är reproducerande i Sverige.